# Estádio Elias Arbex
Estádio Elias Arbex – stadion piłkarski, w Três Corações, Minas Gerais, Brazylia, na którym swoje mecze rozgrywa klub Atlético Clube de Três Corações.